# Idioma gayle
Gayle, o gail, es un argot gay basado en inglés y afrikáans utilizado principalmente por hombres homosexuales de habla inglesa y afrikáans en comunidades urbanas de Sudáfrica, y es similar en algunos aspectos al polari en el Reino Unido, del cual se han tomado prestados algunos elementos léxicos. El idioma equivalente utilizado por los hombres homosexuales sudafricanos que hablan lenguas bantúes se llama IsiNgqumo, y se basa en un léxico nguni.
El gayle se manifestó originalmente como moffietaal (afrikáans: literalmente, «lenguaje homosexual») en la cultura drag de la comunidad de Cape Coloureds en la década de 1950. Penetró en los círculos homosexuales blancos en la década de 1960 y se convirtió en parte de la cultura gay blanca dominante.
Este idioma surgió por la misma razón que la mayoría de los antilenguajes se desarrollan, para asegurar la preferencia dentro del grupo en sociedades diversas. Sin embargo, también cumplió otras funciones como proporcionar entretenimiento en una subcultura donde el ingenio verbal y la réplica son muy valorados.

## Términos de uso común
| Término Gayle                    | Traducción al español                                             |
| -------------------------------- | ----------------------------------------------------------------- |
| Abigail                          | Aborto                                                            |
| Ada                              | Trasero, nalgas                                                   |
| Adele                            | Persona gay con reputación de ser vengativa, peligrosa            |
| Agatha                           | Chismoso/a                                                        |
| Aida o Tía Aida                  | VIH/sida                                                          |
| Amanda                           | Asombroso/a                                                       |
| Angela                           | Amable, servicial                                                 |
| Belinda                          | Ciego/a                                                           |
| Bella                            | Golpear, pegar                                                    |
| Betty Bangles o Jennifer Justice | Esposas, la policía                                               |
| Betty Boems / Knit               | Sexo                                                              |
| Belinia o Beulah                 | Bello/a, guapo/a                                                  |
| Brenda                           | Quemar                                                            |
| Brunhilda                        | Extremadamente feo/a                                              |
| Carol                            | Llorar                                                            |
| cha cha palace                   | Discoteca o club                                                  |
| Cheryl                           | Alegre                                                            |
| Christina                        | Hombre gay que va a la iglesia                                    |
| Cilla                            | Cigarrillo                                                        |
| Cindy                            | Persona joven, adolescente                                        |
| Clora                            | Persona mestiza, «de color»                                       |
| conch                            | Vagina                                                            |
| Daphne                           | Sordo/a                                                           |
| Deborah                          | Deprimido/a                                                       |
| Delilah                          | Encantador/a                                                      |
| Diana                            | Morir                                                             |
| Dora                             | Bebida o estar borracho/a                                         |
| Doreen o Dora de la Poės         | Borracho/a                                                        |
| Dorette                          | Bebida pequeña                                                    |
| Emma                             | Embarazoso/a                                                      |
| Erica                            | Erección                                                          |
| Ethel, Ola o Olga                | Anciano/a, viejo/a                                                |
| Fatima                           | Gordo/a                                                           |
| Feulah                           | Furioso/a                                                         |
| Gail                             | Hablar                                                            |
| Great Dane                       | Pene grande                                                       |
| Griselda                         | Espantoso/a, feo/a                                                |
| handbag (o bag)                  | Chico, novio, acompañante masculino                               |
| Harriet o Wella                  | Cabello, peinado                                                  |
| Hilda                            | Horrendo/a                                                        |
| Iris                             | Irritar                                                           |
| Jella                            | Apúrate                                                           |
| Jessica                          | Celoso/a o loco/a                                                 |
| Joan                             | Amargado/a, hombre gay                                            |
| Julia                            | Joyería                                                           |
| Katrina                          | Trasero, nalgas                                                   |
| KFC                              | Sexo                                                              |
| Laura                            | Amante                                                            |
| Leonie                           | Mentiroso/a                                                       |
| Lesley/s                         | Pierna/s                                                          |
| Lettie                           | Lesbiana                                                          |
| Linda                            | Una mentira, mentir                                               |
| Lizzy                            | Perezoso/a                                                        |
| Lucy                             | Sexualmente activo/a                                              |
| Lulu                             | Reír                                                              |
| lunch                            | Pene (especialmente si se marca en el pantalón)                   |
| Vera o Veronica                  | Vomitar                                                           |
| Mary                             | Una persona cuadrada, conservadora, nerd (como en «Virgen María») |
| Maureen                          | Asesinato                                                         |
| Mavis, Gertrude o Gertie         | Hombre muy afeminado                                              |
| Mara o Mariam                    | Delgado/a                                                         |
| Milly o Mildred                  | Loco/a                                                            |
| Mince, Mina o Mina Moo           | Caminar                                                           |
| Moira                            | Música                                                            |
| Monica (Lewinsky)                | Boca                                                              |
| Nancy, o nanny                   | No                                                                |
| Natalie                          | Persona africana                                                  |
| Nigel                            | Tener sexo (probablemente del afrikáans naai o neuk)              |
| Nora                             | Desagradable, fuera de lugar, ignorante                           |
| Olive                            | Hombre atractivo                                                  |
| Patsy                            | Fiesta                                                            |
| Pearl o Petunia                  | Orinar                                                            |
| Petula Clark                     | Desmayado/a, inconsciente                                         |
| Persephone                       | Sudar                                                             |
| Poppy o Tía Poppie               | Poppers, nitrito de amilo                                         |
| Priscilla                        | Policía                                                           |
| Rachel                           | Violación                                                         |
| Rita                             | Chico de alquiler                                                 |
| Sally (Bob)                      | Sexo oral                                                         |
| Sheila                           | Defecar                                                           |
| Stella                           | Robar, robado                                                     |
| Susy / Susan                     | Suicidio                                                          |
| Tessa                            | Peinar (tu cabello con estilo)                                    |
| Tilly                            | Masturbar, dar una «paja»                                         |
| Trudie                           | Problema                                                          |
| varda o Carla                    | Mirar                                                             |
| Vera                             | Vomitar                                                           |
| Veronica                         | Voz                                                               |
| Vivian                           | Vibrador                                                          |
| Virginia                         | Virgen                                                            |
| Vis                              | Mujer                                                             |
| Wendy                            | Persona caucásica                                                 |